# One of Us
Az One of Us (svédül: En av oss) az első kimásolt kislemez az ABBA utolsó The Visitors című stúdióalbumáról. A kislemez 1981 decemberében jelent meg, és szerepel az ABBA Gold: Greatest Hits és Number Ones című válogatás albumokon is.

## Története
Az One of Us, mely eredetileg Number 1 és Mio Amore neveket viselte, az 1981-es The Visitors című album egyik kimásolt dala, melyet Agnetha Fältskog énekelt. A dal egyike annak a számnak, mely Björn és Benny dalszerzéseinek egyik sötétebb időszaka, mivel a két férfi válása erősen rányomta bélyegét az általuk szerzett dalokra, mind szövegileg, mind zeneileg. A dal valóban arról, hogy egy nő megpróbál egy régi kapcsolatot újjáéleszteni, mely véget ért. Stig Andersson menedzser részéről aggályok merültek fel a dallal kapcsolatban, mert szerinte túl elnyomott a dal, és túl lírai. Ennek ellenére a dal az első kimásolt kislemez volt az albumról, melyen szerepelt az albumon nem elérhető "Should I Laugh or Cry" című dal is a kislemez B. oldalán. A dal az együttes pályafutásának utolsó 1. helyezést elért dala volt. Az One of Us című kislemez az album megjelenése után már nem volt kapható a svéd boltokban.
Az Egyesült Királyságban az One of Us egy másik borítóval jelent meg, míg a legtöbb országban a kislemez borítója megegyezett az album borítójával, az Epic Records kiadó más képet szeretett volna a brit kiadáshoz, és külön fotókat használt fel a csapat tagjairól, egy nagy ABBA logóval együtt. Agnetha és Frida az előlapon láthatóak, míg Björn és Benny a hátlapon kaptak helyet. A fotók eléggé elavultak voltak, mivel Frida még mindig göndör hajjal látható, míg Björn szakállt viselt. Egy korlátozott kiadású picture disc is kiadásra került a dalból.
A B. oldalon található  "Should I Laugh or Cry" című dal egy beszédes beszámolót is tartalmazott, mely a brit és dél-afrikai kiadásokban jelent meg csupán. Az Epic Recordshoz szállított mesterszalagok tartalmazták ezt a hibát, de nem javították, így ebben a formában jelentek meg. A 2000-es évek elején az Epic jogai az Egyesült Királyságban már lejártak, bár még mindig az Egyesült Királyságban birtokolták ezen mesterszalagokat a kislemez kiadások számára. Később a szalagok a stockholmi Polar Music kiadóhoz kerültek, mely már az Universal Music tulajdonában volt, aki később kiadta a javított változatot, és hozzáférhetővé tette CD-n először. Ez a változat található a Deluxe Edition című box részeként is, mely 2012. április 23-án jelent meg.

## Fogadtatás
Az One of Us című dal volt az első hivatalos kiadás, melyen már a zenekar tagjai elváltak voltak. Ez volt az ABBA utolsó sikere, és 1. helyezett dala. A dal első helyezett volt Belgiumban, Németországban, Írországban, és Hollandiában is 1. helyezett volt, mely a 13. és egyben utolsó volt az Eurochart listán. A dal további országokban is sikeres volt, többek között Ausztria, Franciaország, Norvégia, Dél-Afrika, Spanyolország, és Svájc.
A dal az Egyesült Királyságban a 11. helyen debütált 1981. december 12-én, és a következő  héten a 3. helyig jutott. A dal 3 hetet töltött ebben a pozícióban, és 10 hétig volt slágerlistás helyezés. Miután 1982. január 16-án elhagyta a slágerlistát, ez a dal volt az utolsó Top 10-es kislemeze a csapatnak.
A dal 1983. februárjáig nem jelent meg az Egyesült Államokban, azonban csupán a 107. helyet sikerült elérnie a slágerlistán. Ez az eredeti megjelenés után jóval később történt, és addigra az ABBA már feloszlott.

## Megjelenések
7"  Spanyolország Carnaby – MO 2109 
- A	One Of Us	3:55
- B	Should I Laugh Or Cry  4:25

## Videóklip
A dalhoz tartozó klipet Lasse Hallström rendezte. A dalban Agnethát egy olyan nőként ábrázolják, aki új házba költözik, feltehetően egy válás, vagy egy partnerével való szakítás  után.

## Slágerlista
| Slágerlista (1981–83)                                         | Legjobb helyezés |
| ------------------------------------------------------------- | ---------------- |
| Ausztrália Australian Singles Chart                           | 48               |
| Ausztria Austrian Singles Chart                               | 3                |
| Belgium Belgian Singles Chart                                 | 1                |
| Hollandia Dutch Top 40                                        | 1                |
| Hollandia Single Top 100                                      | 1                |
| Európa Eurochart Hot 100 Singles                              | 1                |
| Finnország Finnish Singles Chart                              | 17               |
| Franciaország French Singles Chart                            | 8                |
| Németország German Singles Chart                              | 1                |
| Írország Ír slágerlista                                       | 1                |
| Új-Zéland New Zealand Singles Chart                           | 43               |
| Norvégia Norwegian Singles Chart                              | 6                |
| Spanyolország Spanish Singles Chart                           | 7                |
| Svédország Swedish Singles Chart                              | 13               |
| Svájc Swiss Singles Chart                                     | 3                |
| Egyesült Királyság Brit kislemezlista                         | 3                |
| Amerikai Egyesült ÁllamokBillboard Bubbling Under the Hot 100 | 107              |
| Amerikai Egyesült Államok Billboard Adult Contemporary        | 33               |

| Slágerlista (1981)         | Helyezés |
| -------------------------- | -------- |
| Hollandia (Single Top 100) | 60       |

| Slágerlista (1982)       | Helyezés |
| ------------------------ | -------- |
| Hollandia (Dutch Top 40) | 97       |

## Feldolgozások
- 1995 júniusában a svéd eurodance énekes Pandora jelentette meg saját változatát, mely Tell the World című stúdióalbumán is megtalálható. A dal 13. helyezést ért el a svéd kislemezlistán, Finnországban viszont 1. helyezett volt.
- Az A-Teens The ABBA Generation című albumán volt hallható a dal, saját feldolgozásukban 1999-ben.
- 2018. július 13-án megjelent a Mamma Mia! Sose hagyjuk abba című filmzene album a Capitol és Polygram kiadó gondozásában. A dalt Amanda Seyfield (Sophie) és Dominic Cooper (Sky) adta elő. Producere Benny Andersson volt.
- 2018. szeptember 21-én megjelent a dal Cher saját feldolgozásában, mely Dancing Queen című stúdióalbumán található.